# Hoffrekullen
Hoffrekullen är en bebyggelse öster om Diseröd i Romelanda socken i Kungälvs kommun. Från 2015 avgränsar SCB här en småort.